# 阿里措
阿里措（義大利語：Aritzo），是意大利撒丁大区努奥罗省的一个市镇。总面积75.6平方公里，人口1382人，人口密度18.3人/平方公里（2009年）。ISTAT代码为091001。